# Куэльяр, Мигель
Миге́ль Куэ́льяр Гачарна́ (исп. Miguel Cuéllar Gacharná; 18 ноября 1916 — 5 декабря 1985) — колумбийский шахматист; международный мастер (1957).
9-кратный чемпион страны (1941, 1946, 1953, 1955—1957, 1959, 1961, 1971).
В составе команды Колумбии участник 6-и Олимпиад (1954—1958, 1964, 1970—1972). Каждый раз (кроме Олимпиады 1970 года) выступал на 1-й доске. А 1964 году завоевал серебряную медаль в индивидуальном зачёте.
Участник межзональных турниров: Стокгольм (1962) — 22-е; Сус (1967) — 19-20-е; Ленинград (1973) — 18-е места.
Лучшие результаты в международных турнирах: Мар-дель-Плата (1952 и 1953) — 3-4-е и 5-е; Каракас (1973) — 2-е; Тунха (Колумбия, 1981) — 4-е места. Разделил 2-3 место (с У. Ломбарди) в 3-м Панамериканском чемпионате (1958) в Боготе.